# Andō Shōeki
 (avril 2020).
- Si vous ne connaissez pas le sujet, laissez ce bandeau (vous pouvez alors contacter les auteurs).
- Si vous supprimez le contenu mis en cause (vous pouvez préalablement contacter les auteurs),

argumentez précisément cette suppression dans la page de discussion
(un manque de référence n'est pas un argument ; une recherche réelle de référence doit avoir été effectuée, être formellement documentée).
 (avril 2020).
Si vous disposez d'ouvrages ou d'articles de référence ou si vous connaissez des sites web de qualité traitant du thème abordé ici, merci de compléter l'article en donnant les références utiles à sa vérifiabilité et en les liant à la section « Notes et références ».
Andō Shōeki (安藤昌益) est un médecin philosophe (maître-confucéen) japonais né à Niida (faubourg de l’actuelle ville d’Ōdate, dans la préfecture d'Akita) en 1703 (an 16 de l'ère Genroku) et mort au même endroit le 29 novembre 1762 (an 12 de l'ère Hōreki).

## Biographie
Peu connue de son vivant — et encore moins après sa mort, par suite de persécutions de ses disciples (l’influence semble s’être limitée à la rédaction d’un résumé de ses théories médicales appelé le Shinzai Manpitsu- Écrits complets du médecin Shinzai, né en 1789) —, son œuvre, avant la Seconde Guerre mondiale, fut, certes, reconnue par un petit cercle d'intellectuels marxistes ou progressistes, tels Daitō Watanabe (1879-1958) ou Hiroshi Nagata (1904-1947) mais c'est seulement après la guerre que son nom circula dans les milieux intellectuels après l’étude que lui consacra Herbert E. Norman (1909-1957), un diplomate canadien, étude aussitôt traduite en japonais puis relayée par nombre d’articles et la publication d’extraits de ses ouvrages dans les grandes anthologies des années 1970. 
Toutefois, à partir des années 80, se produisit tout un mouvement de récupération de sa pensée, d’abord, sous l’égide de la Andō Shōeki kenkyûkai (Société pour l’étude d’Andō Shōeki) animée par le penseur marxiste Gorō Terao (1921-1999), qui fit éditer les Œuvres complètes d’Andō Shōeki visant à faire de cet auteur le précurseur du marxisme, puis, avec Toshinobu Yasunaga (1929-1995) qui souligna la dimension écologique novatrice de sa pensée. Certains n’hésitèrent pas à en faire l’initiateur de l’anarchisme ou du féminisme au Japon. Ce « boom Andō Shōeki », souvent exploité sous forme de festivals, de pièces théâtrales et autres par des milieux non académiques, contribua à influencer la perception « officielle » actuelle de cet auteur comme celle d’un penseur « agraire ». Les études en langue occidentales restent rares. Récemment, Jacques Joly souligna l'enracinement traditionnel de ce penseur et, le comparant à Jean-Jacques Rousseau, fit déboucher sa critique sociale sur une nostalgie des origines plutôt que vers des idéaux révolutionnaires.

## La cosmologie
Shōeki propose une vision de l’univers en soi fidèle à la vision confucéenne classique de son temps, mais qu’il redynamise radicalement, au point de lui donner un aspect tout à fait différent, du moins quant à la terminologie utilisée. Ainsi, si la notion de ki (c. :  qi) - souffle, est conservée telle, yin et yang deviennent - ils avance et recul -shintai, dont les différents degrés engendrent les Quatre-éléments du Bois, du Feu, du Métal et de l’Eau, le cinquième, la Terre primordiale parce que nourricière occupant une position centrale. Le Principe -li - est, de même, remplacé par la notion de principe vital - shin, empruntée au taoïsme et que Shōeki « survitalise » pour ainsi dire en l’appelant kasshin, notion qu’il fait lire ikite makoto ni suru : ce qui vit authentiquement. Le parcours de ce même kasshin génère l’univers, c’est-à-dire le Ciel et la Terre, toujours prononcés tenchi mais orthographiés avec les caractères qui désignent la révolution et l’arrêt. Ce perpetuum mobile universel s’opère spontanément, par soi - shizen (c. :ziran), notion cardinale de la philosophie chinoise que Shōeki fait lire hitori suru : tout seul, mais qu’il analyse expressément comme ce qui se suffit  à soi-même. Tout cet univers se trouve soumis à la loi d’un relativisme intégral, rythmé par d’incessants échanges de natures - gosei - où rien n’est fixe puisqu’appelé plus tard à prendre son aspect contraire. Ainsi, Shōeki nous propose-t-il un univers fait uniquement de vie, où tout s’interpénètre au-travers d’immenses systèmes de correspondances mais aussi où tout se suffit à lui-même, une totalité close, pourvoyant à son propre renouvellement par un processus immédiat et sans fin de culture de soi - chokkō.

## L'homme
L'être humain est donc logiquement un microcosme de l’univers entier. Comme lui, il participe des natures-relatives : « La nature de l’homme est dans la femme, la nature de la femme est dans l’homme», c’est pourquoi Shōeki orthographie le caractère désignant l’être humain en accolant les deux caractères de l’homme et de la femme (qui deviennent une totalité parfaite). Son activité, obligée et la seule possible, son chokkō, consistera à cultiver la terre, au milieu de petites communautés villageoises. Le fœtus humain a, d’ailleurs, comme l’univers, dans la cosmologie de cet auteur, la forme d’un grain de riz. Ainsi doit aller l’humanité dans ce monde en soi parfait dans tous les sens du terme.

## La critique des saints du confucianisme et ses présupposés  épistémologiques
Mais ainsi, ne va-t-elle pas. Guerres, famines et cataclysmes naturels n’ont cessé de s’abattre sur le monde depuis des centaines d’années. De tous ces méfaits, Shōeki nomme les responsables : d’abord, les anciens Rois légendaires de la Chine - sennō (c. : xianwang )- qui sont aussi les Saints du confucianisme -seijin (c. : shengren), et leurs successeurs : les multiples penseurs, Confucius en tête, mais aussi le Bouddha et ses principaux disciples. En effet, tous ces héros fondateurs de la civilisation, et ici Shōeki ne fait, bien sûr, que reprendre la célèbre tradition taoïste de la critique des Saints, se trouvent accusés d'avoir établi des distinctions - nibetsu - au sein de l'unicité des choses comme au sein de la pensée et d'avoir ainsi brisé l'unité essentielle - isshin - du cours spontané des événements - shizen - en ayant voulu instaurer la culture et les institutions - hōsei : le monde de la loi, cela dans le seul but de s'approprier la nourriture produite par les paysans - appelés ‘fils du Ciel’ - tenshi, et, au lieu de s’adonner à l’agriculture, de mener une vie de gloutons oisifs : fukō donshoku. Poussant plus loin la naturalisation, Shōeki fait appel, en la systématisant et en la généralisant, à une vieille théorie des Trois-souffles tsû-ō- gyaku ki : souffle ascendant, gouvernant  le rapport direct et immédiat qu’a l’homme faisant face au principe vital d’authenticité - shin, souffle latéral, celui qui gouverne les animaux (qui se tiennent horizontalement) et souffle inversé, celui qui gouverne la croissance des plantes (qui poussent depuis la racine). 
En effet, lorsque le souffle- ki - s'incurve, accomplit une torsion et donc se place de biais pour prendre une direction horizontale, il perd de son énergie, ce qui explique pourquoi les animaux ne peuvent se tenir verticalement. Du fait de cette torsion, les Saints perdent alors toute relation immédiate avec le shin, la force vitale. Ne participant plus à plein avec la spontanéité naturelle avec laquelle ils ne coïncident plus, ils n'ont de celle-ci qu'une connaissance partielle et donc partiale. D'où leur état d'insatisfaction perpétuelle et l'emprise sur eux du désir, racine de tous les vices : « Le désir est du souffle latéral. Le souffle latéral est corrompu et pervers. » Ce terme de “latéral” désigne donc une certaine façon d'être consistant à biaiser, à s'installer sur le côté, à introduire une distance entre la totalité et un soi dont, ce faisant, on affirme la réalité comme sujet.
Sur le plan de l'activité mentale, une telle attitude revient à isoler l'un des éléments d'une totalité préexistante et à ne s'attacher qu'à lui. Les Saints ont établi une scission artificielle au sein de l'unicité des choses, ont introduit une vision de celles-ci comme différenciées - nibetsu - en supérieures et inférieures, bonnes ou mauvaises, etc. Ils ont instauré le jugement : et juger, selon Shōeki, c'est toujours préjuger. Car, d’une manière générale, selon lui, l’acte même de penser procède d'une déflexion : il « met de côté », ce faisant, privilégie, c'est-à-dire, en même temps, considère une chose comme relevant elle-même de sa propre loi et la détache de l'ensemble auquel elle appartient pour l'isoler. Pour décrire ce processus, Shōeki fait souvent appel au verbe katayoseru : forme factitive du verbe katayoru : pencher d'un côté, être partial, ou s'adonner uniquement à une activité, et applique ce schéma sur les deux plans physique et mental. Les Saints et leurs suivants, sont, à la lettre, des êtres (dis)tordus que cet auteur décrit physiquement comme des monstres et toutes les expressions culturelles seront par suite ramenées à une simple imitation des mœurs animales. Tous les ouvrages écrits par tous les penseurs de la Terre ne l’ont été, selon cet auteur, qu’en vue de profiter en toute oisiveté des fruits du travail des paysans.
À l'opposé, Shōeki nous invite à rester droit, à faire face, à nous maintenir en prise directe (tsû de tsûki) avec le kasshin et ainsi à entretenir une relation authentique avec le cours de l’univers en participant à la recréation de celui-ci. Dans la pratique, Shōeki prône une société parfaitement autarcique, l’homme cultivant son champ et la femme tissant les vêtements, débarrassée du commerce et de l’argent, société qui, en supprimant tout espace psychique aux désirs, élimine le moi, et où, en l’absence de toute production culturelle (les livres, véhicules du monde de la loi, sont prohibés), les seules initiatives personnelles se limitent à l’expression de son admiration envers le travail de la totalité spontanée - shizen - telle qu’il apparaît au cours du repas, à travers les jeux de correspondances entre le fourneau en terre, la marmite et les aliments qu’elle renferme.

## La politique
L’auteur admet qu’un tel monde idéal, qu’il imagine encore présent chez les Ainus et les Hollandais, s’il exista autrefois au Japon, n’est pas près de reparaître dans son pays à moins d’agir par la force. C’est pourquoi, mettant en œuvre une politique sur le modèle du remède dans le mal, il propose tout un ensemble de mesures transitoires et particulièrement coercitives destinées à « rétablir le monde naturel tout en restant dans celui de la loi », politique que plusieurs commentateurs n’ont pas manqué de comparer avec les tragiques essais pratiqués dans nombre de pays socialistes, notamment en Asie du Sud-est : travail aux champs pour les guerriers, les artisans et les commerçants, les médecins et tous les intellectuels, interdiction de consommer la viande (nourriture des animaux chez qui prédomine le souffle latéral) mais, toutefois, recours à la persuasion (à la rééducation idéologique) pour les récalcitrants…
Cet auteur témoigne ainsi, de façon bien précoce et au milieu de l’époque d'Edo (1603-1868) d’une ambivalence habituellement reconnue à nombre de systèmes utopiques : partant d’une critique générale des abus de la société, ils débouchent trop souvent sur un monde inhumain.

## Œuvres
- Shizenshin'eidō (De la Voie des opérations du Principe vital dans son cours spontané), 101 vol. (restés à l’état de manuscrit dont seuls subsistent une quinzaine après l’incendie de la Bibliothèque de l’Université impériale de Tokyo, consécutif au Grand tremblement de terre du Kantō en 1923). Fac-similé dans ASZ 16 A, 17 à 19 (Son Opus magnus, la Grande Préface - daijokan rédigée après sa mort par son disciple Kamiyama Sen’An).
- Shizenshin'eidō, 3 vol. , Ogawa Genbei Kyoto et Matsuba seimei, Edo, 1753. Fac-similé dans  ASZ 13 (version très abrégée et beaucoup moins virulente pour les besoins de la publication).
- Tōdōshinden (Sur le Principe vital qui embrasse toute la Voie), en cinq volumes (rédaction supposée au début des années 1750).
- Hakubun Bassui (extraits d’œuvres célèbres, 3 fascicules, inspiré du Taiheiki Taizen (commentaire du Taiheiki de 1659; fac-similé en ASZ 16B, pp. 221-241. Œuvre de jeunesse).
- Koyomi no Tai’i (Sur l’Auguste signification du calendrier ; traité de jeunesse essentiellement composé de citations; fac-similé en ASZ 16B, pp. 51-218.